# Весёлая Дача
Весёлая Дача (укр. Весела Дача) — село,
Чапаевский сельский совет,
Широковский район,
Днепропетровская область,
Украина.
Код КОАТУУ — 1225883302. Население по переписи 2001 года составляло 116 человек.

## Географическое положение
Село Весёлая Дача находится на расстоянии в 1 км от села Дачное и в 2-х км от сёл Запорожье и Кошевое.
По селу протекает пересыхающий ручей с запрудой.